# Oligomerus sericans
Oligomerus sericans är en skalbaggsart som först beskrevs av Melsheimer 1846.  Oligomerus sericans ingår i släktet Oligomerus och familjen trägnagare. Inga underarter finns listade i Catalogue of Life.